# Santtu-Matias Rouvali
Santtu-Matias Rouvali (Lahti, 5 november 1985) is een Fins dirigent en slagwerker.
Rouvali studeerde in 2007 orkestdirectie aan de Sibeliusacademie in Helsinki bij Leif Segerstam. Hij viel al direct op want in 2009 stond hij voor het Fins Radiosymfonieorkest, maar dirigeerde ook de kleinere orkesten in Finland, het Filharmonisch Orkest van Tampere, het Kymi Sinfonietta, Centraal-Ostrobothnia kamerorkest, het Tapiola Sinfonietta en het Symfonieorkest van Lahti. In 2009 was hij assistent bij Sakari Oramo bij een operafestival in Finland. In Nederland dirigeerde hij in 2012 het Residentie Orkest met werken van Esa-Pekka Salonen (Helix), Kalevi Aho (Tromboneconcert) en Theo Verbey (Fractal symphony). Sinds 2011 is hij vast dirigent van het Tapiola Sinfonnietta. Gedurende dat seizoen liep hij ook stage bij Gustavo Dudamel bij het Los Angeles Philharmonic Orchestra. Met ingang van het seizoen 2013/2014 is hij vaste dirigent van het Filharmonisch Orkest van Tampere. Hij volgde daar Hannu Lintu op. Hij is dan tevens eerste gastdirigent bij het Sjællands Symfoniorkester. In september 2019 debuteert hij bij de Berliner Philharmoniker en in januari 2020 bij het Koninklijk Concertgebouworkest. Sinds 2021 is Rouvali benoemd als chefdirigent van het Philharmonia Orchestra, nadat hij daar al enige jaren gastdirigent was geweest. 
Als slagwerker speelde Rouvali bij het orkest van Lahti, het Radiosymfonieorkest en een orkest in Mikkeli.
- Bibliothèque nationale de France: cb16733066g (data)
- Gemeinsame Normdatei: 1076301193
- International Standard Name Identifier: 0000 0004 1839 1169
- Library of Congress Control Number: no2013088451
- MusicBrainz: 03198c9a-5fb9-4327-88ea-c18bb79df483
- Nationale Bibliotheek van Tsjechië: xx0320981
- Système universitaire de documentation: 240823265
- Virtual International Authority File: 305204375
- WorldCat: E39PBJxd4Tqb6v7g3vFfB8fcyd